# Beoley
Beoley est une paroisse civile et un village du Worcestershire, en Angleterre.